# Derechos patrimoniales
Los derechos patrimoniales son una clasificación dentro de los derechos subjetivos.
Son susceptibles de tener un valor económico y se contraponen a los derechos extrapatrimoniales (derechos personalísimos o derechos de la personalidad y derechos de familia).
Los derechos patrimoniales se subdividen en derechos reales, derechos personales y derechos intelectuales.
Los derechos patrimoniales reflejan sobre el patrimonio y son aptos para satisfacer necesidades valorables en dinero. Integran los derechos patrimoniales los derechos reales y los derechos personales.
Para los romanos, el patrimonio estaba constituido por todos los bienes, créditos, derechos y acciones de que fuere titular una persona, es decir, únicamente por activos de contenido económico. 
Los modernos basados en la concepción de Aubry y Rau lo consideraron un atributo de la personalidad, consistente en todos los bienes y créditos de los que era titular una persona, y las cargas que la gravaran. No puede existir persona sin patrimonio, ni patrimonio sin persona de su tutela.

## Derechos intelectuales
Los derechos intelectuales son los derechos económicos y de posesión de una obra. Con respecto a este último punto, los propietarios (autor, editorial o un tercero) están facultados para establecer el modo de difusión, la autorización de su traducción a un idioma o la reproducción en cualquier formato. 
Los derechos económicos son las ganancias percibidas de la posesión de la obra; el tanto por ciento depende de lo pactado con la editorial.
Este tipo de derecho es limitado, pues expira a los 70 años de la muerte del autor.[¿dónde?] Si el autor tiene descendientes, éstos heredan los derechos patrimoniales y morales, pero si no existiera ningún descendiente pasaría a ser de dominio público.

## Derechos reales
Los romanos no conceptualizaban a los derechos reales, solo se limitaron a distinguir las acciones reales ( vindicatio ) de las personales ( condictiones ). Los derechos reales son aquellos que crecen entre las personas y la cosa, una relación directa e inmediata donde intervienen 2 elementos:  sujeto activo ( titular de derecho ) y la cosa ( objeto de él ). Este era ejercido erga omnes ( contra cualquier sujeto que desconociese la existencia del derecho o afectase su plenitud ).
Los derechos reales se caracterizan por gozar del:  ius persequendi ( el derecho que tenía el titular de perseguir la cosa en poder de quien se encuentre ) y el ius preferendi ( preferencia y prevalencia de los derechos reales con respecto a los personales )
Son perpetuos, a diferencia de los derechos personales que son temporales. El transcurso del tiempo hace adquirir derechos reales y extingue los personales.

### Clasificación de los Derechos Reales
Sobre la cosa propia Dominio o Propiedad
( Iura in re )
- Prediales

Derecho Civil ( servidumbre )
- Rústicas

Sobre la cosa Ajena
( Iura in re aliena )        Derecho de Gentes      * Superficie
- Enfiteusis

Derecho Civil         Fiducia
- De Garantía        Real

Derecho de Gentes Pignus ( prenda )
- Hipoteca

Sobre la cosa en forma directa e inmediata Posesión

### Propiedad
Es la cercanía de la persona con la cosa. El contenido de la propiedad consiste en la plenitud del señorío que confiere al titular. Esta se caracteriza por ser:
- Absoluto:  Implican los siguientes derechos:

_ Ius Utendi: derecho de servirse de la cosa y obtener las ventajas de ella.
_ Ius Fruendi: derecho a percibir de los frutos civiles o naturales de la cosa.
_ Ius Abutendi: derecho a consumir la cosa y disponer de ella en forma absoluta.
_ Ius Vindicandi: derecho que tiene el titular de la cosa para reclamarla a terceros.
- Exclusivo o Individual:  El propietario puede impedir a cualquiera concurrir en el edificio del derecho de propiedad. La excepción a esto es el condominio o copropiedad, es decir cuando varias personas ejercen el derecho de propiedad, por el cual: cada uno de ellos son propietarios de una parte del bien.

- Perpetua:  Subsiste con independencia que de él haga el titular. En Roma no se concibió la propiedad o tempus ( por un tiempo determinado).

Historia a cerca del Origen de la Propiedad
Hay 3 teorías:
Barron: la propiedad nació en las 3 tribus ( Ramnes, Luceres, Titus )
Cicerón:  Numa Pompilio había atribuido las tierras a particulares.
Dionisio:  decía que se habían asignado tierras para las 30 curias existentes y otras para el Estado.
Clasificación de los Fundos
- Tierras Cultivadas

Fuera de Roma Fundos Itálicos
( dentro de la Península )                                                   * No Cultivadas
Fuera de la Península Fundos Pciales.               * eran de propiedad del
empleador o del pueblo
del cual se considera muy acertivo

### Distintas Clases de Propiedad
Quiritaria: ( Derecho Civil ) propia de los ciudadanos romanos libres y sui iuris. Sé ejercía sobre los fundos itálicos y se transmitía a través de la mancipatis y la in iure cession. Se protegía por la acción reivindicatoria (acción real). También era para las cosas muebles dentro del comercio.
Bonitaria: ( Derecho de Gentes ) era otorgada por el pretor cuando faltaba uno de los requisitos para que se configure la propiedad quiritaria. Se transmitía por la tradición y se aplicaba para los peregrinos y extranjeros, y se ejercía sobre fundos provinciales.

### Limitación al Derecho de la Propiedad
El derecho de propiedad tenía limitaciones de:
Derecho Público: tenían carácter de inderogables. Ej. La prohibición de cremar y enterrar cadáveres dentro de la ciudad.
Derecho Privado: eran derogables por la voluntad de los interesados. La mayoría de ellas versan sobre relaciones de vecindad.

### Modos de Adquisición de la Propiedad
Originarios
Ocupación: era un medio de adquisición del derecho natural, respecto a las cosas sin dueño (res nullíus). Con Justiniano abarcó las cosas abandonadas por su dueño (res derelictae). La adquisición se configuraba con la mera aplicación.
Accesión: hay accesión cuando una cosa se adhiere a otra por obra natural o artificial, para integrarse ambas en un solo cuerpo.
Especificación: consistía en la transformación de una materia prima en una especie nueva, que adquiría propia individualidad.  Ej. Como si se hiciera vino de la uva.
Confusión y Conmixtión: tiene lugar cuando se mezclan líquidos (compossio) o sólidos (conmixtio) del mismo o distinto género.
Adjudicación: era el otorgamiento de la propiedad por pronunciamiento judicial emitido en los juicios, con el fin de que la propiedad se tornara independiente e individual.
Usucapio:  era el medio originario de adquisición de la propiedad regulada por el derecho civil que se operaba a través de la posesión continuada de una cosa durante un tiempo determinado por la ley.
Los requisitos necesarios para la usucapión fueron:
- Res Habilis:  debían estar en el comercio. No podían ser usucapiadas las cosas hurtadas, las donadas o los magistrados.
- Título:   todo acto jurídico válido, idóneo para adquirir el derecho de propiedad.
- Buena Fe:   la creencia leal, la honesta convicción de que no se lesionan intereses jurídicos ajenos al entrar en posesión de una cosa.
- Posesión:   era la posesión continuada durante un tiempo determinado por la ley.
- Tiempo:   el tiempo exigido por la ley podía ser: 3 años para las cosas muebles y 10, 20 o 30 años para las cosas inmuebles.

### Modos derivativos de la Posesión
Es cuando la adquisición se produce por la traslación de los derechos de su anterior propietario. Ellos son:
Mancipatio: se aplicaba a las res mancipi y estaba reservada a los ciudadanos romanos. Era una ceremonia simbólica que se realizaba con el empleo del cobre y la balanza, con la presencia de 5 testigos y el libripens que sostenía la balanza. Si la cosa era mueble, debía estar presente y si era inmueble, algo que la simbolizara.
In iure Cesio: era un simulado proceso de reivindicación en el cual tanto el adquirente como el enajenante se presentaba ante el juez. El 1º actor, reivindicaba la cosa como si fuere suya, y el 2º (enajenante) no se oponía. Ante la falta de contradicción, el magistrado le adjudicaba la cosa al adquirente.
Desapareció luego en el procedimiento formulario debido al auge de la tradición.
Tradición:  era un acto no formal de derecho natural o de gentes, que consistía en la entrega la cosa hecha por el propietario a otra persona, con la intención de que este la adquiriera. Las partes debían ser capaces de enajenar y de adquirir.  Se exigía también la preexistencia de una causa que justificara la tradición y venta, donación, dote, pago, etc.
Otro presupuesto fue el traslado de la posesión mano a mano en las cosas muebles y con la entrada personal al fundo o en la casa, si era de un bien inmueble. Este rigorismo fue atenuándose con la aparición del constituto posesorio y la traditio brevi manu.

### Protección de la Propiedad
La propiedad exigía una adecuada tutela: el otorgamiento de medios legales para defender a sus titulares de cualquier perturbación. Ellas son:
Acción Reivindicatoria: cuando se pretendía privar al propietario de la posesión de la cosa sobre la que se ejercía el dominio, y en consecuencia se le restituyen la cosa o se le pague el precio de la misma.
Acción Negatoria:  tenía por objeto la declaración de la inexistencia de gravámenes sobre la cosa sujeta al dominio. Se dirigía esta acción civil contra cualquier persona que alegara tener derecho de servidumbre o usufructo sobre la cosa, perjudicándole en su goce o disfrute, con la interposición se la excluye.
Cautio Damni Infecti:  para la servidumbre confesada por el propietario, se entabla por el beneficiario para que se le reconozca fehacientemente por la ley.

### Derechos Patrimoniales en La Música
- Derechos Patrimoniales en la Musica.